# Mike Smrek

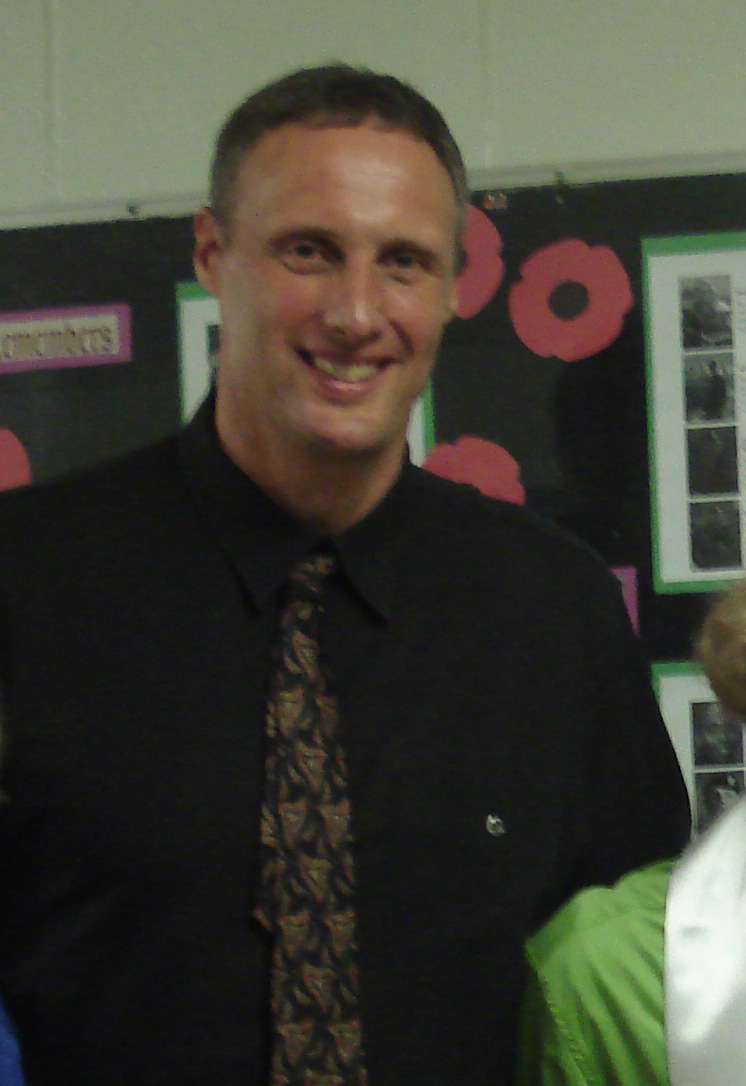
Mike Smrek im Jahr 2007

Michael Francis Smrek (* 31. August 1962 in Welland (Ontario)) ist ein ehemaliger kanadischer Basketballspieler.

## Laufbahn
Smrek besuchte als Schüler die Eastdale Secondary School in Welland, zum Studium ging er ins Nachbarland, die Vereinigten Staaten, und weilte von 1981 bis 1985 am Canisius College im Bundesstaat New York. Mit einer Feldwurfquote von 57,8 Prozent und 172 Blocks stellte der 2,13 Meter große Innenspieler Bestmarken an der Hochschule auf. 1998 wurde er in die Sportruhmeshalle des Canisius College aufgenommen.
Beim Draftverfahren der NBA im Jahr 1985 sicherten sich die Portland Trail Blazers an 25. Stelle die Rechte am Kanadier. Von 1985 bis 1992 bestritt Smrek insgesamt 115 NBA-Spiele für die Chicago Bulls, die Los Angeles Lakers, die San Antonio Spurs, die Golden State Warriors und die Los Angeles Clippers. 1987 und 1988 wurde er als Ergänzungsspieler mit den Los Angeles Lakers NBA-Meister. Bei den Kaliforniern war er der Ersatzmann von Kareem Abdul-Jabbar. Seine beste Zeit in der NBA hatte der Kanadier in der Saison 1988/89, als er für San Antonio in 43 Spielen im Schnitt 4,5 Punkte, 3 Rebounds und 1,3 Blocks je Begegnung erzielte.
Während der Saison 1989/90 verließ er die NBA zeitweilig und spielte für Jollycolombani Forli in Italien (9 Spiele: 8,9 Punkte, 8,8 Rebounds/Spiel). 1992/93 spielte Smrek bei Dafni Athen in Griechenland und in der Saison 96/97 für die Mannschaft Split Croatia Insurance in Kroatien.
2019 erhielt er Aufnahme in die Ruhmeshalle des kanadischen Basketballverbands.

### Nationalmannschaft
Smrek nahm mit Kanada an der Weltmeisterschaft 1994 teil und erzielte im Turnierverlauf 4,1 Punkte sowie 3 Rebounds je Begegnung.